# وزارت اقتصاد ارمنستان
وزارت اقتصاد ارمنستان (ارمنی: Հայաստանի էկոնոմիկայի նախարարություն) (انگلیسی: Ministry of Economy) یک وزارتخانه در دولت ارمنستان است.

## تاریخچه
در سال ۱۹۹۰ پس از سازماندهی مجدد کمیته برنامه‌ریزی دولتی جمهوری شوروی سوسیالیستی ارمنستان تشکیل شد.
در ۱۰ ژوئن ۱۹۹۷، مطابق با فرمان شماره ۷۴۷ ریاست جمهوری ارمنستان در مورد «تغییرات در ساختار دولت جمهوری ارمنستان»، وزارت بازرگانی، خدمات و گردشگری، وزارت صنعت و وزارت اقتصاد ادغام شدند. یک وزارتخانه: وزارت صنعت و تجارت جمهوری ارمنستان.
در تاریخ ۱۶ مارس ۲۰۰۲، مطابق احکام شماره ۱۰۶۳ و ۱۰۶۴ ریاست جمهوری، وزارت صنعت و تجارت به وزارت تجارت و توسعه اقتصادی سازماندهی شد.
در ۲۱ آوریل ۲۰۰۸، بر اساس فرمان ریاست جمهوری، وزارت تجارت و توسعه اقتصادی به وزارت اقتصاد جمهوری ارمنستان تغییر نام داد. در ۲۹ سپتامبر ۲۰۱۶ این وزارتخانه مجدداً تغییر نام داد، این بار به وزارت توسعه اقتصادی و سرمایه‌گذاری جمهوری ارمنستان.
۲۲ بخش ساختاری و سه بخش مجزا در ساختار سازمانی وزارت اقتصاد وجود دارد. همچنین چهار سازمان و شرکت دولتی در داخل وزارتخانه فعالیت می‌کنند.
در مارس ۲۰۱۹ وزارت کشاورزی به وزارت توسعه اقتصادی و سرمایه‌گذاری ادغام شد و این وزارتخانه به وزارت اقتصاد تغییر نام داد.

## وزیران

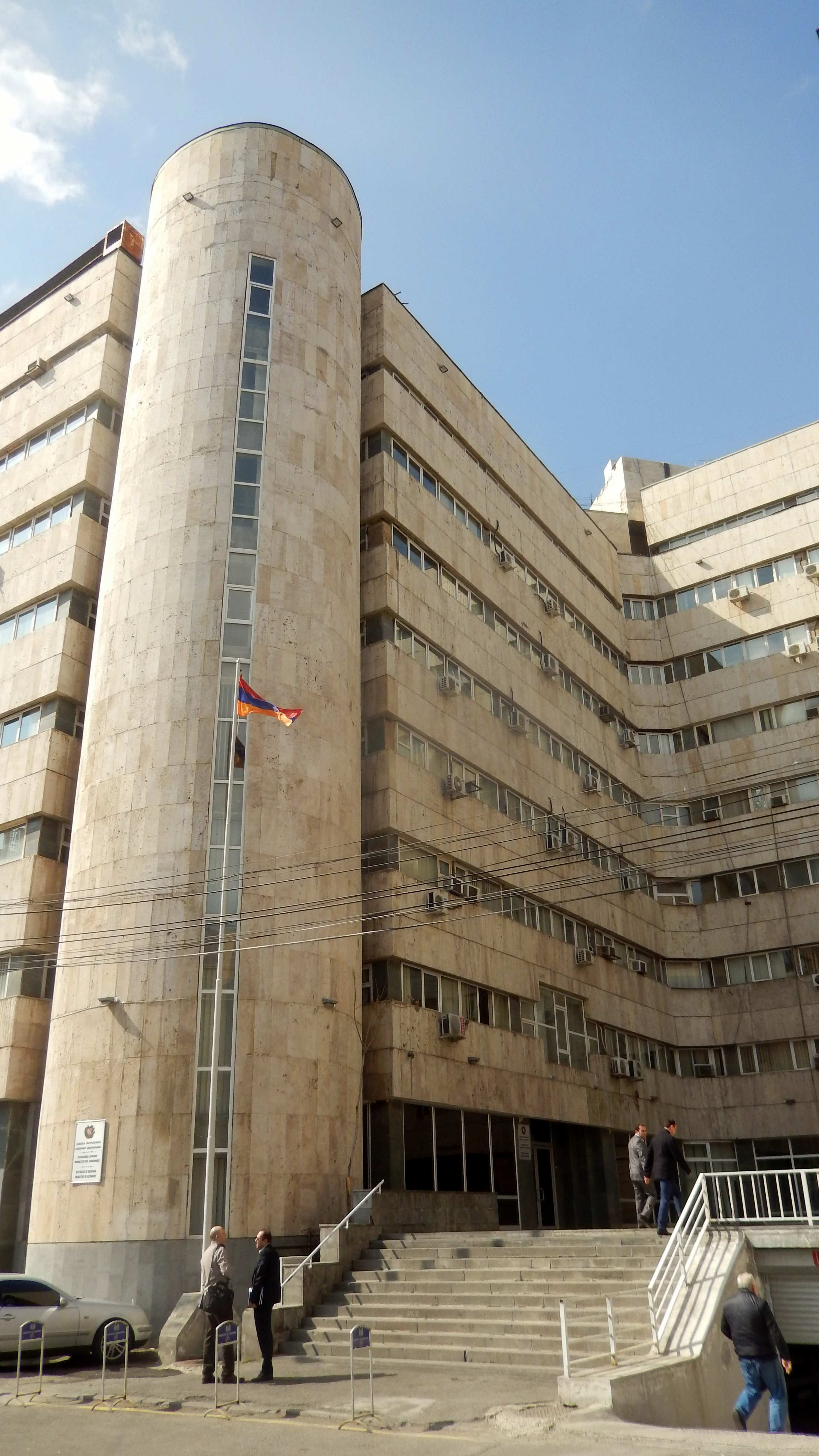
ساختمان وزارت اقتصاد ارمنستان

| نام                 | پذیرش پست       | ترک پست         | پست                                                     | نخست‌وزیر ارمنستان (کابینه)                          |
| ------------------- | --------------- | --------------- | ------------------------------------------------------- | --------------------------------------------------- |
| هراند باگراتیان     | ۱۹۹۱            | ۱۹۹۳            | وزیر اقتصاد                                             | وازگن مانوکیان، گاگیک هاروتیونیان، خسرو هاروتیونیان |
| آرمن یغیازاریان     | ۱۹۹۳            | ۱۹۹۵            | وزیر اقتصاد                                             | هراند باگراتیان                                     |
| آندرانیک آندرئاسیان | ۱۹۹۵            | ۱۹۹۶            | وزیر اقتصاد                                             | هراند باگراتیان                                     |
| واهرام آوانسیان     | ۱۹۹۶            | ۱۹۹۷            | وزیر اقتصاد                                             | آرمن سارگسیان                                       |
| گارنیک ناناگیولیان  | ۱۹۹۷            | ۱۹۹۸            | وزیر صنعت و تجارت                                       | روبرت کوچاریان                                      |
| هایک گئورگیان       | ۱۹۹۸            | ۱۹۹۹            | وزیر صنعت و تجارت                                       | آرمن داربینیان                                      |
| آرمن داربینیان      | ۱۹۹۹            | ۲۰۰۰            | وزیر صنعت و تجارت                                       | وازگن سارگسیان، آرام سارگسیان                       |
| کارن چشماریتیان     | ۲۰۰۰            | ۲۰۰۷            | وزیر صنعت و تجارت سپس وزیر وزیر تجارت و توسعه اقتصادی   | آندرانیک مارگاریان                                  |
| نرسس یریتسیان       | ۲۰۰۷            | ۲۰۰۸            | وزیر تجارت و توسعه اقتصادی                              | سرژ سارگسیان                                        |
| نرسس یریتسیان       | ۲۰۰۸            | ۲۰۱۰            | وزیر اقتصاد                                             | تیگران سارگسیان                                     |
| تیگران داوتیان      | ۲۰۱۰            | ۲۰۱۳            | وزیر اقتصاد                                             | تیگران سارگسیان                                     |
| واهرام آوانسیان     | ۲۰۱۳            | ۲۰۱۴            | وزیر اقتصاد                                             | تیگران سارگسیان                                     |
| کارن چشمایتیان      | ۲۰۱۴            | ۲۰۱۶            | وزیر اقتصاد                                             | هوویک آبراهامیان                                    |
| آرتسویک میناسیان    | ۲۴ فوریه ۲۰۱۶   | ۲۷ سپتامبر ۲۰۱۶ | وزیر اقتصاد                                             | هوویک آبراهامیان، کارن کاراپتیان                    |
| سورن کارایان        | ۲۷ سپتامبر ۲۰۱۶ | ۱۲ مه ۲۰۱۸      | وزیر اقتصاد سپس Ministry of توسعه اقتصادی و سرمایه‌گذاری | کارن کاراپتیان، سرژ سارگسیان                        |
| آرتسویک میناسیان    | ۱۲ مه ۲۰۱۸      | ۳ اکتبر ۲۰۱۸    | Minister of توسعه اقتصادی و سرمایه‌گذاری                 | نیکول پاشینیان                                      |
| تیگران خاچاطریان    | ۱۵ اکتبر ۲۰۱۸   |                 | Minister of توسعه اقتصادی و سرمایه‌گذاری / وزیر اقتصاد   | نیکول پاشینیان                                      |
| واهان کروبیان       | ۲۶ نوامبر ۲۰۲۰  |                 | Minister of توسعه اقتصادی و سرمایه‌گذاری / وزیر اقتصاد   | نیکول پاشینیان                                      |